# Клео (ураган)
Ця стаття про атлантичний ураган 1964 року. Для іншого, див. ураган Клео (значення).
Ураган Клео (англ. Hurricane Cleo) був третій по імені шторм, перший ураган, і перший великий ураган Атлантичного сезону ураганів 1964 року. Клео був одним з довгоживучих штормів сезону. Цей компактний, але потужний ураган пройшов через Карибське море і пізніше пройшов Флоридою, Джорджією, побував в Північній і Південній Кароліні, під час чого загинули 156 людей і нанесено збитків на $187 мільйонів.